# Чизел плуг
Чизел плуг (енг. chisel = длето) или разривач је плуг са радним телима у облику уских мотичица које продиру до 45 cm дубине и разбијају компактна земљишта. Погодан је за подривање непропусних слојева земљишта. 

## Предности чизел плуга
- обрада земљишта без слогова и разора,
- успешније уситњавање обрађеног слоја земљишта,
- мањи утрошак енергије,
- већи учинак,
- мање сабијање подораничног слоја,
- симетрична вуча,
- кретање трактора изван бразде,
- бољи распоред силе тежине на оба погонска точка (трактор није нагнут),
- омогућује и на лошим земљиштима брже продирање радног тела у дубље слојеве,
- корен биљака дубље продире у земљиште,
- ефектније се остварује борба против суше.